# Фрешвиль, Марсель
Марсель Фрешвиль (фр. Marcel Charles Frécheville; 4 июля 1902 года, Кодеран (ныне в составе Бордо) — 1968) — французский виолончелист.
Окончил Парижскую консерваторию (1922), ученик Андре Эккинга. С 1927 г. играл в Оркестре концертного общества Парижской консерватории. В 1940—1945 гг. участник Парижского инструментального квинтета. Оставил ряд записей, в том числе 13-й концерт Франсуа Куперена для двух виолончелей (1942, с Робером Ладу) и его же трио-сонату «Султанша» (1948).
Был женат на пианистке Камий Лаэ (фр. Camille Lahaye; 1900—1955), ученице Альфреда Корто, выступал с ней дуэтом.